# Mosquiter d'ulleres de Martens
El mosquiter d'ulleres de Martens (Phylloscopus omeiensis) és una espècie d'ocell de la família dels fil·loscòpids (Phylloscopidae). Es troba a la Xina, Laos, Myanmar, Tailàndia i Cambodja. Els seus hàbitats principals són els boscos temperats i els boscos tropicals i subtropicals de frondoses humits de l'estatge montà. El seu estat de conservació es considera de risc mínim.
El nom de Martens fa referència a l'ornitòleg Jochen Martens (1941-).